# Lago de Cotacotani
Lago de Cotacotani är en sjö i Chile.   Den ligger i regionen Región de Arica y Parinacota, i den norra delen av landet, 1 700 km norr om huvudstaden Santiago de Chile. Lago de Cotacotani ligger 4 552 meter över havet. Arean är 6,0 kvadratkilometer. Den sträcker sig 0,6 kilometer i nord-sydlig riktning, och 0,5 kilometer i öst-västlig riktning.
Trakten runt Lago de Cotacotani är ofruktbar med lite eller ingen växtlighet. Trakten runt Lago de Cotacotani är nära nog obefolkad, med mindre än två invånare per kvadratkilometer.